# 喜久田町早稲原
喜久田町早稲原（きくたまち わせはら）は、福島県郡山市の大字である。郵便番号は963-0546。

## 地理
郡山市北部の喜久田地区に属する。北で喜久田町前田沢、東で日和田町、南で富久山町八山田、西で喜久田町堀之内とそれぞれ隣接する。また喜久田町早稲原の飛地（字姫宮）が域内に存在する。概ね町村制施行以前の安積郡早稲原村の流れを汲む地域である。一級水系阿武隈川支流藤田川流域を主な範囲とする。全体が平地で占められ水田が広がる。北側を横断する福島県道357号岩根日和田線沿線や、域内南端部に集落が点在する。喜久田町堀之内に所在する郡山北警察署喜久田駐在所、および喜久田町卸に所在する郡山消防署喜久田基幹分署がそれぞれ管轄にあたる。

### 主な字
字
- 弥五郎
- 小段
- 高林
- 上ノ端
- 明神脇
- 町

- 町裏
- 町北
- 下ノ端
- 宮ノ前
- 柳田
- 稲場

- 山根
- 川原
- 小作田
- 大谷地脇
- 大谷地前
- 大谷地

- 藤作
- 場城内
- 太左エ門林
- 坊ケ池北
- 柿乙
- 伝左エ門原

### 河川・湖沼
一級水系阿武隈川水系
- 藤田川

## 歴史
- 1879年1月27日 - 旧二本松藩領早稲原村が福島県内における郡区町村制の施行により安積郡の村となる。
- 1889年4月1日 - 町村制の施行により早稲原村が周辺2村と合併し安積郡喜久田村が発足する。旧早稲原村域は喜久田村の大字となる。
- 1965年5月1日 - 喜久田村が郡山市、安積郡全町村および田村郡田村町と合併し新たな郡山市が設立され、郡山市の大字となる。

## 世帯数と人口
2024年1月1日現在の世帯数と人口は以下の通りである。
| 大字           | 世帯数  | 人口  |
| -------------- | ------- | ----- |
| 喜久田町早稲原 | 219世帯 | 556人 |

## 小・中学校の学区
市立小・中学校に通う場合、学区は以下の通りとなる。
| 番地 | 小学校               | 中学校               |
| ---- | -------------------- | -------------------- |
| 全域 | 郡山市立喜久田小学校 | 郡山市立喜久田中学校 |

## 交通

### 道路
- 東北自動車道
- 福島県道357号岩根日和田線

## 施設等
- 堀ノ内館跡
- 西泉寺
- 大鏑神社
- 八幡神社